# Steve Harper
Stephen Alan "Steve" Harper (14 de marzo de 1975) es un exfutbolista profesional inglés, que jugaba en la posición de guardameta. Actualmente entrenador del primer equipo del Newcastle United y entrenador de porteros de la selección nacional de Irlanda del Norte. Es más conocido por su etapa como jugador del Newcastle, con el que acumuló 157 partidos de liga a lo largo de un periodo de veinte años, entre 1993 y 2013. Aunque no siempre fue el portero titular del Newcastle, fue el jugador que más tiempo estuvo en el club

## Biografía
Harper nació en Seaham, County Durham. Creció en el pueblo minero de Easington, County Durham, y estudió Deporte en el East Durham College. Desde pequeño se interesó por el fútbol y el portero Bruce Grobbelaar era su ídolo. Anfield fue el primer campo de fútbol al que fue, donde vio ganar al Liverpool un partido por 2-0 en la temporada 1982-83. Harper estudió en la Easington Comprehensive School. Le ofrecieron una plaza en la Liverpool John Moores University. De niño, Harper era seguidor del Sunderland A.F.C.

## Trayectoria

### Inicios
Fue fichado por el equipo de fútbol inglés Newcastle en 1993, proveniente del Seaham Red Star F.C., club donde inició su carrera.

### Salida del Newcastle y ronda por varios clubes
Considerado como suplente del portero titular Pavel Srníček después de su llegada a Newcastle, y luego de Shaka Hislop y posteriormente de Shay Given; estuvo cedido en Bradford City, Gateshead, Stockport County, Hartlepool United y Huddersfield Town antes de hacer su debut con el primer equipo como suplente en el medio tiempo contra Wimbledon en 1998.

### Regreso a Newcastle
Harper regresó definitivamente al Newcastle a mediados de 1998 y estuvo cerca de dejar el equipo en varias ocasiones, sobre todo en la temporada 1998-99, pero logró quedarse y participar en la final de la FA Cup inglesa donde el Newcastle cayó 2-0 ante el Manchester United. Ruud Gullit renunció al cargo de mánager y Harper volvió a ser el segundo portero del equipo en la temporada de 1999-00; fue titular en varias ocasiones, pero se lesionó y a su regreso volvió a ser portero de reserva. En 2002, disputó varios partidos de la Liga de Campeones de la UEFA, sobre todo contra la Juventus. El partido se disputó en St James' Park y Harper consiguió mantener su portería a cero durante la victoria por 1-0 sobre el campeón italiano. La victoria ayudó al Newcastle a clasificarse para la fase de grupos del torneo. Harper ha presentado una solicitud de traspaso durante su estancia en el Newcastle, alegando la falta de minutos en el primer equipo (algo que también hizo Given cuando Harper le dejó fuera del equipo bajo el mandato de Gullit). Se le ha relacionado con fichajes por el West Bromwich Albion, Celtic, Watford,Rangers, y Liverpool en su etapa en el Newcastle, aunque ninguno de estos supuestos fichajes llegó a materializarse.
En junio de 2006 volvió a expresar su deseo de jugar en el primer equipo,lo que llevó al entonces entrenador Glenn Roeder a intentar convencer a Harper para que permaneciera en el club. Esto pareció funcionar, ya que firmó un nuevo contrato que le mantendría en St. James' Park hasta junio de 2009. La lesión de Given a principios de la temporada 2006-07 dio a Harper otra oportunidad de demostrar su valía en el primer equipo. El 20 de septiembre de 2006, el Newcastle perdió por 2-0 ante el Liverpool, en el que fue el primer partido de liga de Harper en 15 meses. En el segundo gol, una vaselina desde 65 metros de Xabi Alonso, Harper resbaló mientras retrocedía para alcanzarla, aunque intentó levantarse y detenerla. A pesar de este contratiempo, Harper ofreció algunas actuaciones excelentes durante la temporada. Un momento especial fue su maravillosa parada contra el Manchester City a principios de noviembre. Harper volvió a jugar con el primer equipo después de que Given se lesionara por tercera vez esa misma temporada, y lo más destacado fue que mantuvo su portería a cero contra el Chelsea, una hazaña sólo igualada por otros dos porteros esa temporada. Esta fue la primera temporada en la que Harper disputó partidos de liga consecutivos desde 2001.
El 26 de julio de 2007, Harper saltó al campo como suplente contra el Celtic en un partido amistoso y jugó como delantero –algo que ha surgido continuamente a lo largo de su carrera–. Harper continuó como portero del Newcastle a principios de la temporada 2007-08 bajo el mando del entonces nuevo entrenador Sam Allardyce. Con Given luchando con una lesión en la ingle y el novato Tim Krul cedido al Falkirk, Harper pudo ser titular en los seis primeros partidos de liga, manteniendo dos porterías a cero. Sin embargo, volvió a perder su puesto cuando Given se puso en forma, aunque otra lesión de Given más tarde en la temporada permitió a Harper ganar más apariciones en el primer equipo bajo el nuevo jefe, y el entrenador que lo trajo por primera vez a Newcastle, Kevin Keegan. Tras una serie de buenas actuaciones, Harper volvió a ser relacionado con un traspaso del Newcastle. El Liverpool manifestó su interés en ficharlo como suplente del guardameta titular Pepe Reina.Keegan reaccionó a esto declarando sus intenciones de mantener a Harper, y reconociendo su récord de encajar sólo un gol en siete horas y media de juego.
Harper firmó un nuevo contrato en enero de 2009, manteniéndolo en Newcastle hasta 2012, su decimonoveno año en el club. Durante la ventana de transferencia del mismo mes, Given se mudó al Manchester City, elevando la posición de Harper dentro del club y así, después de casi 16 años, Harper finalmente fue el portero titular a los 33 años. Harper devolvió la fe de la gerencia en él con algunas excelentes actuaciones en los partidos, incluidas varias paradas de clase mundial, y fue el mejor portero del Championship, manteniendo un récord del club de 21 porterías a cero en 37 partidos y concediendo 35 goles a menos de un gol por partido. Harper hizo su 50º comienzo consecutivo de liga para Newcastle el 6 de marzo de 2010, en la victoria por 6-1 sobre Barnsley. Esta fue la racha más larga de comienzos consecutivos que había hecho en toda su carrera.
El 23 de marzo de 2010, Harper logró su decimonovena portería a cero de la temporada tras la victoria del Newcastle sobre el Doncaster Rovers por 1-0 en el Keepmoat Stadium, rompiendo así el récord del club de no encajar goles, vigente desde su último ascenso en la temporada 1992-93. El Newcastle finalmente ascendió y ganó el título de división tras una victoria a domicilio por 2-0 ante el Plymouth Argyle. Harper considera esta victoria como el punto culminante de su carrera.

### Otra lesión, regreso, y cesión
El 18 de septiembre de 2010, Harper se lesionó en una entrada de Jermaine Beckford durante la victoria por 1-0 ante el Everton, por lo que tuvo que ser sustituido en la primera parte. El 22 de septiembre se confirmó que estaría de baja al menos tres meses. A finales de octubre de 2010, Chris Hughton declaró que Harper podría volver a la competición en tan solo tres semanas, tras haber tenido una «muy buena recuperación» y afirmó que volvería en «buena forma». Harper regresó a los entrenamientos en diciembre de 2010, y se sentó en el banquillo en el primer partido del nuevo entrenador Alan Pardew, en el que venció al Liverpool por 3-1. Krul mantuvo su puesto en la derrota por 2-0 ante el Tottenham Hotspur también el 28 de diciembre, pero Harper volvió como portero titular contra el Wigan Athletic a domicilio en una victoria por 1-0. Harper mantuvo su puesto de portero durante los meses de enero y febrero. En la temporada 2011-12, Harper volvió a perder su puesto en favor de Krul y a menudo ni siquiera entraba en el banquillo.
El 24 de octubre de 2011, Harper se incorporó al Football League Championship, equipo del Brighton & Hove Albion, en calidad de cedido por un mes, debutando ese mismo día en la derrota por 1-0 ante el West Ham United.
En el verano anterior a la temporada 2012-13, Krul recibió el dorsal número 1, que hasta entonces había llevado Harper. Pasó a llevar el número 37. 

### Última temporada con el Newcastle y retiro
El 23 de agosto de 2012, Harper disputó su primer partido con el Newcastle en 15 meses a domicilio ante el Atromitos en el partido de la Ronda de playoffs de la UEFA Europa League que se saldó con empate a uno. El 17 de septiembre de 2012, en un partido contra el Everton, Harper le dijo deportivamente al árbitro Mike Jones que no amonestara a Victor Anichebe por una entrada tardía sobre el propio Harper. El 22 de marzo de 2013, el Newcastle anunció la marcha de Harper al final de la temporada 2012-13, poniendo fin así a sus 20 años de servicio en el club. El 12 de mayo de 2013, Harper fue sustituido después de que Rob Elliot recibiera una segunda tarjeta amarilla contra Queens Park Rangers. Jugó los 10 minutos finales sin encajar gol, y el Newcastle se aseguró la salvación del descenso.
El 19 de mayo de 2013, Harper disputó su último partido en la derrota por 1-0 ante el Arsenal, en el que fue capitán del equipo. Harper se retiró del fútbol profesional tras expirar su contrato en el Newcastle.

### Regreso al fútbol
El 11 de julio de 2013, se reveló que el recién ascendido a la Premier League Hull City ofrecerá a Harper un contrato de un año, como refuerzo para su nuevo portero Allan McGregor. El Hull ya se había puesto en contacto con el Newcastle en enero de 2012 para ceder a Harper bajo la dirección del entonces entrenador Nick Barmby. Harper pasó reconocimiento médico el 15 de julio.
El 15 de julio de 2013, el Hull City confirmó el fichaje de Harper en una transferencia gratuita, firmando un contrato de un año. El 23 de mayo de 2014, Harper firmó un nuevo contrato de un año con el Hull.
El 11 de septiembre de 2013, el Newcastle homenajeó a Harper por sus 20 años en el club con un Testimonial contra un A.C. Milan XI. que incluía al ex Sunderland entrenador Paolo Di Canio. Entre los exjugadores del Newcastle implicados se encontraban Harper, junto con Alan Shearer, Nolberto Solano, John Beresford, Darren Peacock, Nikos Dabizas, Lee Bowyer, Rob Lee, Ruel Fox, David Ginola, Peter Beardsley, Faustino Asprilla, Joey Barton, Shay Given y Andy Cole entre otros. El Milan ganó el partido por 2-1 en los penaltis, mientras que se recaudaron 300.000 libras para fines benéficos.
Al comienzo de la temporada 2014-15, Harper sufrió un tirón en la pantorrilla en un entrenamiento, lo que le mantuvo alejado de los terrenos de juego durante un tiempo. El 28 de mayo de 2015, el Hull City liberó a Harper y a otros cinco jugadores que terminaban contrato al final de la temporada 2014-15.

### Sunderland
El 22 de enero de 2016, Harper fichó por el club de su infancia, el Sunderland de la Premier League hasta el final de la Premier League 2015-16, para cubrir las bajas de los porteros Jordan Pickford y Vito Mannone. El 10 de junio, se anunció que el Sunderland no ofrecería un nuevo contrato a Harper.

## Clubes
| Club                   | País       | Año         |
| ---------------------- | ---------- | ----------- |
| Newcastle United FC    | Inglaterra | 1993-1995   |
| Bradford City          | Inglaterra | 1995-1996   |
| Gateshead FC           | Inglaterra | 1996        |
| Stockport County       | Inglaterra | 1997        |
| Hartlepool United FC   | Inglaterra | 1997        |
| Huddersfield Town FC   | Inglaterra | 1997 - 1998 |
| Newcastle United FC    | Inglaterra | 1998 - 2011 |
| Brighton & Hove Albion | Inglaterra | 2011 - 2012 |
| Newcastle United FC    | Inglaterra | 2012 - 2013 |
| Hull City              | Inglaterra | 2013 - 2015 |
| Sunderland AFC         | Inglaterra | 2015 - 2016 |

## Carrera como entrenador
El 18 de agosto de 2016, Harper se incorporó al Newcastle United como entrenador de porteros de la academia, dejó el club el 14 de mayo de 2019 tras incorporarse a la selección absoluta de Irlanda del Norte el 19 de marzo de 2019.
Harper se reincorporó al Newcastle el 22 de noviembre de 2019 como entrenador del primer equipo, aunque siguió trabajando con la selección de Irlanda del Norte.